# تیویامونیت
تیویامونیت  (به انگلیسی: Tyuyamunite) با فرمول شیمیایی  Ca(UO2)2V2O8·(5-8)H2O از مجموعه کانی هاست و دارای لومینسانس گاهی زرد متمایل به سبز-دارای رادیواکتیویته قوی از نام ژیزمان Tyuya Muyum در ترکستان گرفته شده‌است. برای اولین بار در آمریکا کشف شد و از نظر شکل بلور: پهن و کوتاه - فلسی، رنگ: زرد با انعکاس نارنجی یا سبز، شفافیت: غیر شفاف - شفاف، جلا: صدفی - الماسی، رخ: عالی، سیستم تبلور: ارترومبیک و در رده‌بندی وانادات است و منشأ تشکیل آن ثانوی است.
کاربرد آن: کانسار اورانیوم (U) و وانادیوم (V)، از نظر ژیزمان بلوری - آگرگاتهای فلسی و خاکی یافت می‌شود.